# Mk II (ручная граната)
Mk II — оборонительно-наступательная ручная граната США.

## Конструкция
Mk 2 имеет яйцевидный оребрёный корпус из литого чугуна длиной 115 мм диаметром 60 мм. Разрывной заряд — 57 грамм прессованного тринитротолуола.
Комплектовалась запалом М204А1 или М204А2 с замедлением 4-5 секунд.

## ТТХ
- Дальность броска: 20-40 м
- Радиус поражения осколками: 15-20 м (убойное действие осколков)

## Варианты и модификации
- Grenade, hand, practice, M21 - учебная граната многократного использования. Масса - 590 грамм. Корпус окрашен в светло-синий цвет, снаряжена зарядом дымного пороха (при срабатывании происходит громкий хлопок с образованием облака дыма)[1].

## Страны-эксплуатанты
Во время второй мировой войны и после её окончания гранаты поставлялись странам-союзникам США.
- США - вооружённые силы США[1]
- Япония - трофейные гранаты использовались в ходе Второй мировой войны[2], в 1952 году производство гранат освоила японская компания Howa Machinery Ltd.[3]